# زیباموش بلوچی
زیباموش بلوچی (نام علمی: Calomyscus baluchi) گونه‌ای از جوندگان تیرهٔ Calomyscidae است که در افغانستان و پاکستان یافت می‌شود.